# 石邦智
石邦智（1919年—2006年），湖南花垣人，中华人民共和国政治人物。
曾担任湘西苗族自治区党委副书记、自治区主席。1979年，被选为湖南省人大常委会副主任。
1954年，当选第一届全国人民代表大会代表。